# 신궁역
신궁역(중국어: 新宫站)은 중국 베이징시 펑타이구 난위안 가도 화이팡 서로와 난위안 서로에 위치한 베이징 지하철 다싱선과 19호선의 환승역이다. 4호선은 다싱선과 직결운행하며,
일부 열차(소교로)는 신궁역에서 왕복 운행한다. 또 베이징 지하철 팡산선의 환승 노선이 없던 당시 신궁역은 팡산선과 간접하는 환승하는 임1로(临1路) 환승역이었다.
장기적으로는 다싱선이 4호선과 분리될 수 있으며, 다싱선은 동북으로 연장되고 3단계에서 8호선과 환승된다.
이 역이 위치한 신궁촌은 남원(南苑)의 4대 행궁 중 하나인 “신아문행궁(新衙门行宫)”이 있던 곳이다.

## 역 구조

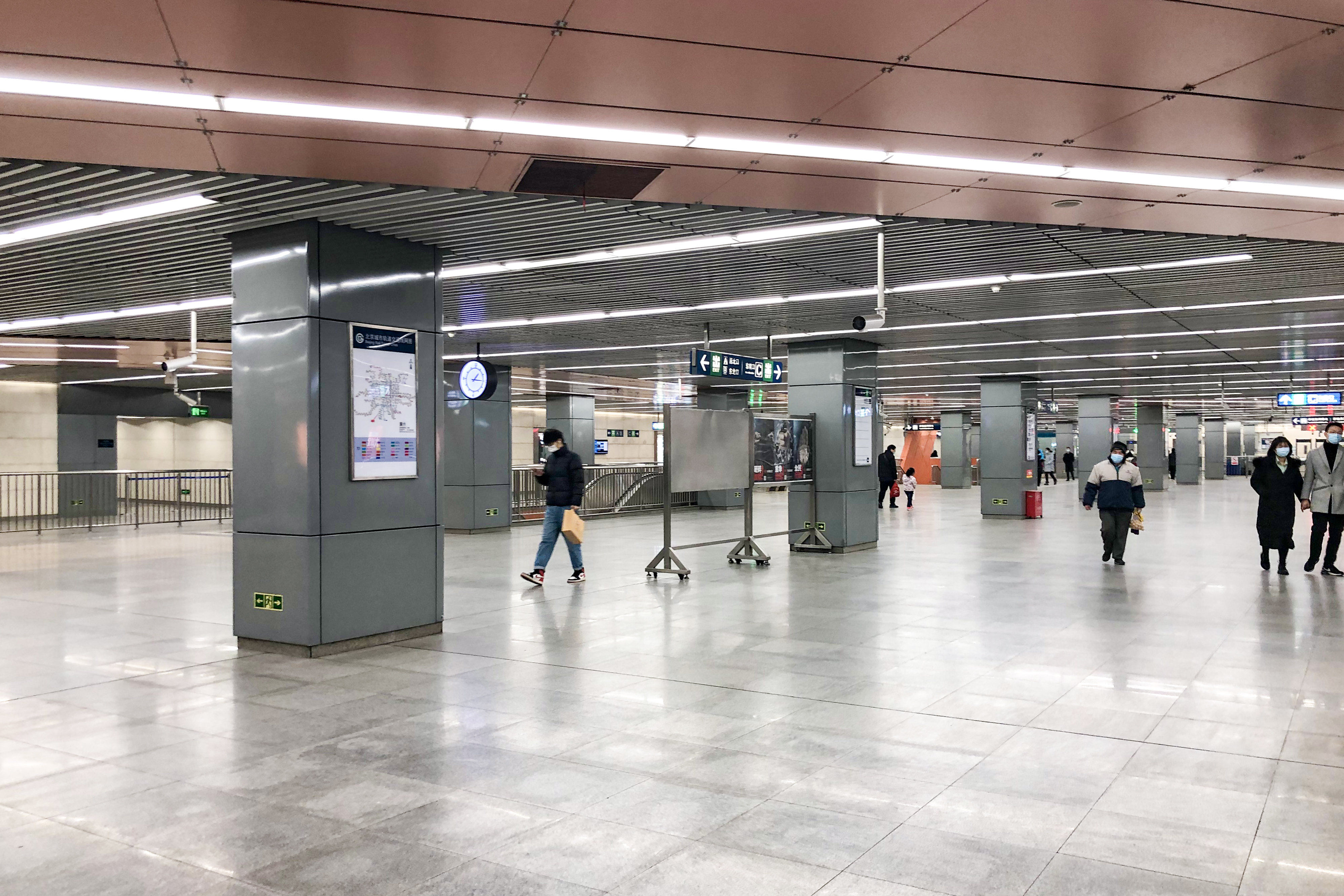
다싱선 대합실 (2021년 1월)

신궁역은 쌍섬식 승강장으로 설계되어 있으며, 일부구간 운행(소교로)와 전구간 운행(대교로) 간의 환승에 사용된다. 설계상 앞으로 다싱선이 분리·연장되면 2노선의 환승역이 된다. 19호선 신궁역은 5기둥 6경간 쌍섬식역으로 “신궁신경(新宫新景)”이라는 디자인 테마로 흰색 바탕에 녹색 바탕을 장식하고 있으며, 역 천장에는 공공예술작품《운경궁궐(云景宫阙)》이 설치되어 있다.。19호선은 본 역의 서쪽 아래쪽에 있는 기존의 다싱선을 가로지르며, 승강장에는 내부의 2개 차선만 사용한다. 19호선의 동쪽 끝에는 열차가 되돌아갈 수 있도록 회차선이 설치되어 있으며, 동남쪽으로 연장할 수 있는 여건이 마련되어 있다.
| 지면층                       | 가도                                                            | A-C출구                                        |
| 지하 1층                     | 대합실                                                          | 고객 센터, 자동매표기, 개집표기                |
| 지하 2층 4호선·다싱선 승강장 | ←                                                               | ■ 다싱선 안허차오 북 (4호선) 방면 (궁이시차오) |
| 지하 2층 4호선·다싱선 승강장 | 섬식 승강장, 4호선은 왼쪽 출입문, 다싱선은 오른쪽 출입문이 열림 |                                                |
| 지하 2층 4호선·다싱선 승강장 | ←                                                               | ■ 다싱선 안허차오 북 (4호선) 방면 (궁이시차오) |
| 지하 2층 4호선·다싱선 승강장 | →                                                               | ■ 다싱선 종점역                                |
| 지하 2층 4호선·다싱선 승강장 | 섬식 승강장, 4호선은 왼쪽 출입문, 다싱선은 오른쪽 출입문이 열림 |                                                |
| 지하 2층 4호선·다싱선 승강장 | →                                                               | ■ 다싱선 톈궁위안 방면 (시훙먼)                |
| 지하 3층 19호선 승강장       |                                                                 | 사용하지 않음                                  |
| 지하 3층 19호선 승강장       | 섬식 승강장, 오른쪽 출입문이 열림                               |                                                |
| 지하 3층 19호선 승강장       | ←                                                               | ■ 19호선 무단위안 방면 (신파디)                |
| 지하 3층 19호선 승강장       | →                                                               | ■ 19호선 종점역                                |
| 지하 3층 19호선 승강장       | 섬식 승강장, 오른쪽 출입문이 열림                               |                                                |
| 지하 3층 19호선 승강장       | 사용하지 않음                                                   |                                                |

## 출구
신궁역은 A(북서), B(동북), C(동남)의 3개 출입구가 있다.
|                         |                                                                                            |      |             |
|                         |                                                                                            |      |             |
| 출구                    | 출구 인근                                                                                  | 사진 | 무장애 시설 |
| 出口 · A                | 화이팡 서로(槐房西路)(서측), 신궁 문화광장(新宫文化广场), 신궁촌 지역사회 보건 서비스 센터 |      |             |
| 出口 · B                | 화이팡 서로(槐房西路)(동측), 베이징 화이팡 완다 플라자(北京槐房万达广场)                   |      |             |
| 出口 · C                | 화이팡 서로(槐房西路)                                                                      |      |             |
| 아이콘 설명: 엘리베이터 |                                                                                            |      |             |

## 같이 보기
위키미디어 공용에 신궁역 관련 미디어 분류가 있습니다.
- 주궁역